# けやき台 (白井市)
けやき台（けやきだい）は、千葉県白井市の町丁。現行行政地名はけやき台一丁目およびけやき台二丁目。郵便番号270-1433。

## 世帯数と人口
2017年（平成29年）10月31日現在の世帯数と人口は以下の通りである。
| 丁目           | 世帯数  | 人口    |
| -------------- | ------- | ------- |
| けやき台一丁目 | 298世帯 | 838人   |
| けやき台二丁目 | 543世帯 | 1,394人 |
| 計             | 841世帯 | 2,232人 |

## 小・中学校の学区
市立小・中学校に通う場合、学区は以下の通りとなる。
| 丁目           | 番地 | 小学校               | 中学校               |
| -------------- | ---- | -------------------- | -------------------- |
| けやき台一丁目 | 全域 | 白井市立清水口小学校 | 白井市立七次台中学校 |
| けやき台二丁目 | 全域 | 白井市立清水口小学校 | 白井市立七次台中学校 |

## 施設

### 一丁目
- マツモトキヨシ西白井店

### 二丁目
- 印西地区消防組合西白井消防署
- けやき台公園
- けやき台多目的広場

## 交通

### 鉄道
地内に鉄道は通っていない。近隣の根に北総鉄道北総線の西白井駅が置かれており、利用できる。

### バス
- 白井市循環バス[5]
  - 西ルート（白井市役所・鎌ケ谷総合病院ルート）[6][7]
    - （西白井駅） - けやき台 - （新鎌ヶ谷駅）

### 道路
- 国道
  - 国道464号